# Fontaine des trois ordres
La fontaine des trois ordres, également appelée fontaine du centenaire, est un monument commémoratif des évènements pré-révolutionnaires de l’été 1788 à Grenoble que sont la journée des Tuiles et la Réunion des états généraux du Dauphiné. 
Sculptée par Henri Ding et inaugurée en 1897 en présence du président Félix Faure, elle est située sur la place Notre-Dame à Grenoble.

## Chronologie de la construction
À l’approche du centenaire des évènements de l’été 1788 — la journée des Tuiles et la Réunion des états généraux du Dauphiné —, qui font de Grenoble le berceau de la Révolution française, le député Gustave Rivet prend l’initiative en août 1886, de lancer l’idée de la construction d’un monument à la gloire du centenaire de la pré révolution dauphinoise. Le sculpteur grenoblois Henri Ding, professeur à l’école des Beaux arts de la ville, est retenu pour réaliser le monument. En effet, le maire, Édouard Rey, a été auparavant très satisfait de sa réalisation sur les quais de l’Isère d’un monument à la mémoire de son beau-père, Xavier Jouvin.
Au cours du conseil municipal du 25 février 1887, le vœu est émis de construire ce monument dans la ville même, un autre étant prévu à Vizille. Le 3 septembre 1889, un conseil municipal accepte le projet d’une fontaine. Le 5 juin 1890, le nouveau maire, Auguste Gaché, obtient le principe de son édification sur la place Notre-Dame plutôt que sur la place Victor Hugo. Sept années sont alors nécessaires pour libérer la place Notre-Dame de bâtiments vétustes ainsi que pour déplacer la colonne qui trône actuellement sur la place de Metz.
Avec neuf ans de retard, l’inauguration a lieu le 4 août 1897 sous la municipalité de Stéphane Jay et en présence du président de la République, Félix Faure. Trois tribunes sont dressées devant le monument pour assister à des défilés. On profite de ces journées de festivités pour inaugurer l'agrandissement du palais de justice et celui du palais de l'université sur la place de la Constitution.

## Description du monument
Un bassin circulaire de 12 mètres de diamètre avec en son centre un piédestal de 9 mètres de haut supporte un groupe de trois personnages en marbre de Carrare, fraternellement réconciliés autour des tables où s'inscrivent les droits de l'Homme. Les personnages symbolisent les trois ordres dans la société du Dauphiné, sous l’ancien régime : le Tiers État, le Clergé et la Noblesse, précurseurs des trois ordres du serment du jeu de Paume de Versailles.
Au milieu du bassin, quatre tritons en bronze lancent par leur conque un jet d'eau vertical, et quatre griffons en bronze crachent l'eau par leurs naseaux.
Les quatre faces du piédestal portent en lettres d’or des inscriptions relatant les grandes dates de la Révolution française, depuis la journée des Tuiles, jusqu’à son avènement à Versailles, le 20 juin 1789 lors du serment du jeu de Paume. Véritable livre de pierre, le monument comporte sur ses quatre faces des inscriptions historiques plus sur chacune d'entre elles un des principes républicains de la devise "Liberté, Égalité, Fraternité" à laquelle est ajoutée "Justice".
Sa face est porte l'inscription :
« A la gloire des Trois Ordres du Dauphiné

Aux représentants

Qui ont les premiers

Affirmé

Les droits de la nation

Et préparé

La Révolution française, 1788

La ville de Grenoble, 1888

Monts sacrés d'où la France

Vit naître le soleil avec la liberté.

André Chénier »
Sur sa face nord, l'inscription :
« Edits de mai 1788

8 mai, Résistance du parlement de Grenoble

12 mai, Protestation du Conseil de la ville

30 mai, Envoi des lettres de cachet, manifestations publiques

7 juin, Intervention des troupes, journée des Tuiles »
Sur sa face ouest, l'inscription :
« 14 juin 1788, le conseil de Grenoble prépare et organise la réunion de Vizille

Les trois ordres jurent de rester unis pour le triomphe de la justice

Ils proclament que l'impôt ne peut être légalement établi que par le consentement des peuples réunis en assemblée nationale »
Sur sa face sud, l'inscription :
« 21 juillet 1788, l'assemblée révolutionnaire de Vizille réclame la convocation immédiate des États Généraux

10 septembre 1788, assemblée légale de Romans

5 mai 1789, ouverture des États Généraux

20 juin, serment du jeu de paume »

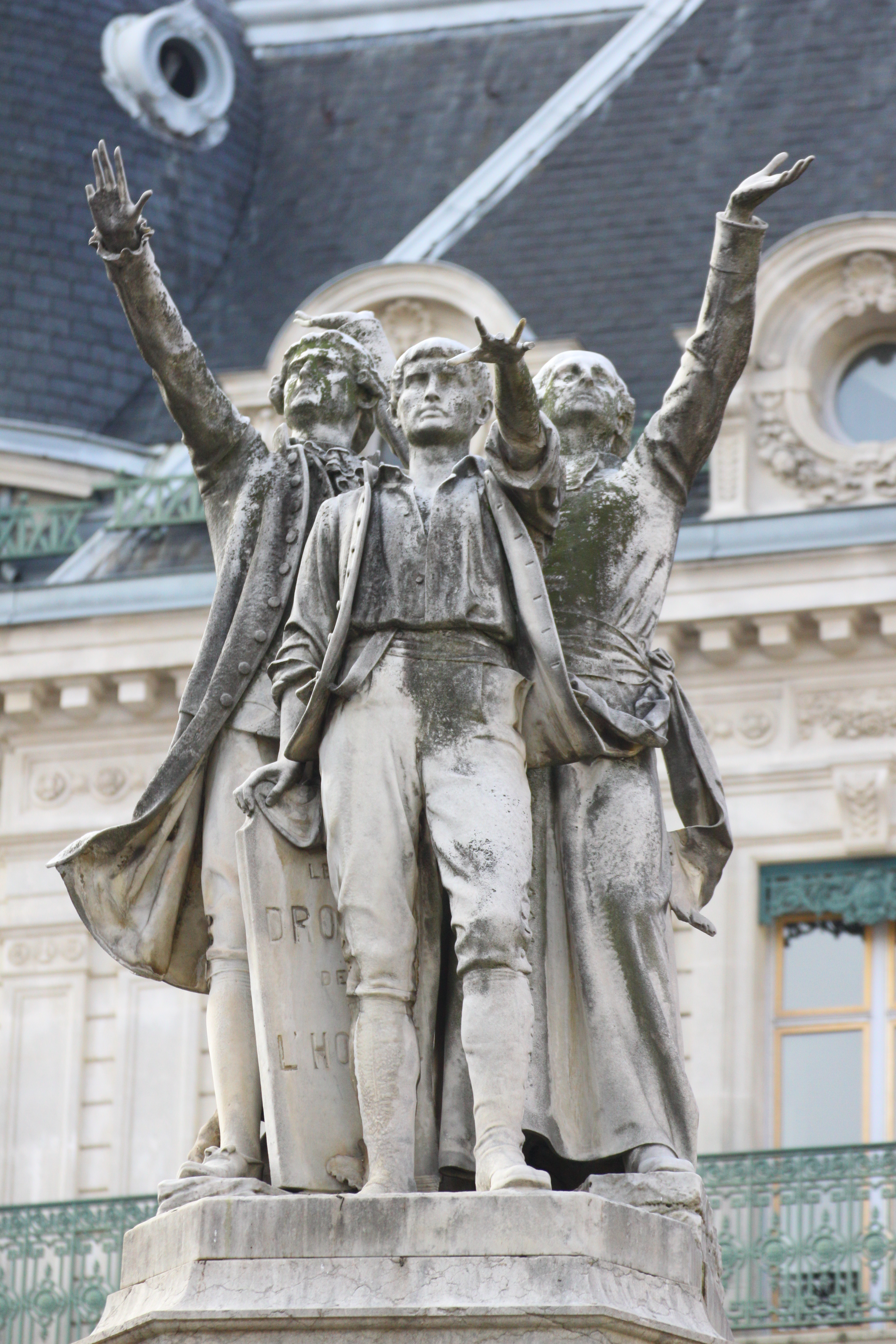
Le groupe des trois ordres : la Noblesse, le Tiers État et le Clergé.
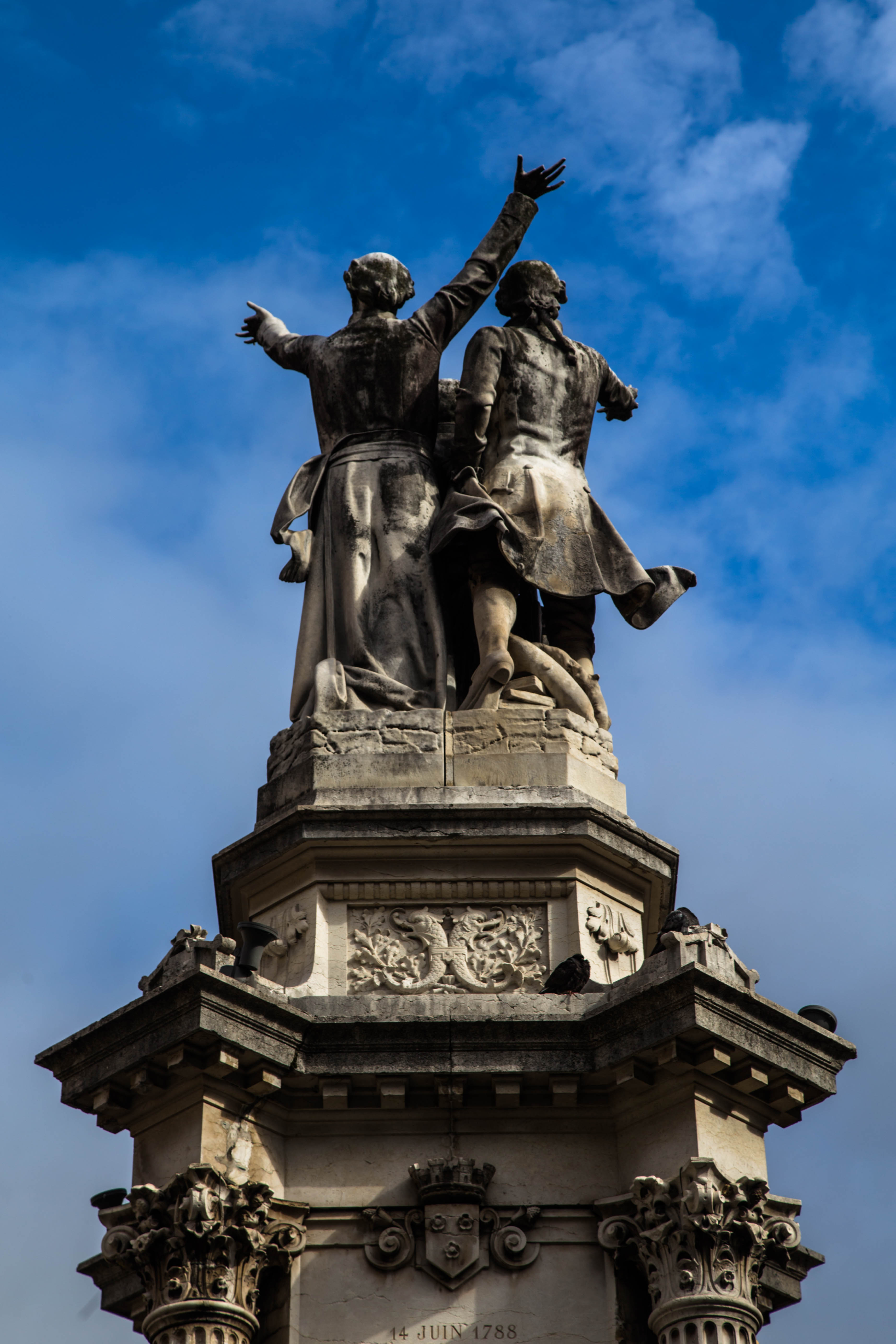
Vue arrière du groupe sommital.
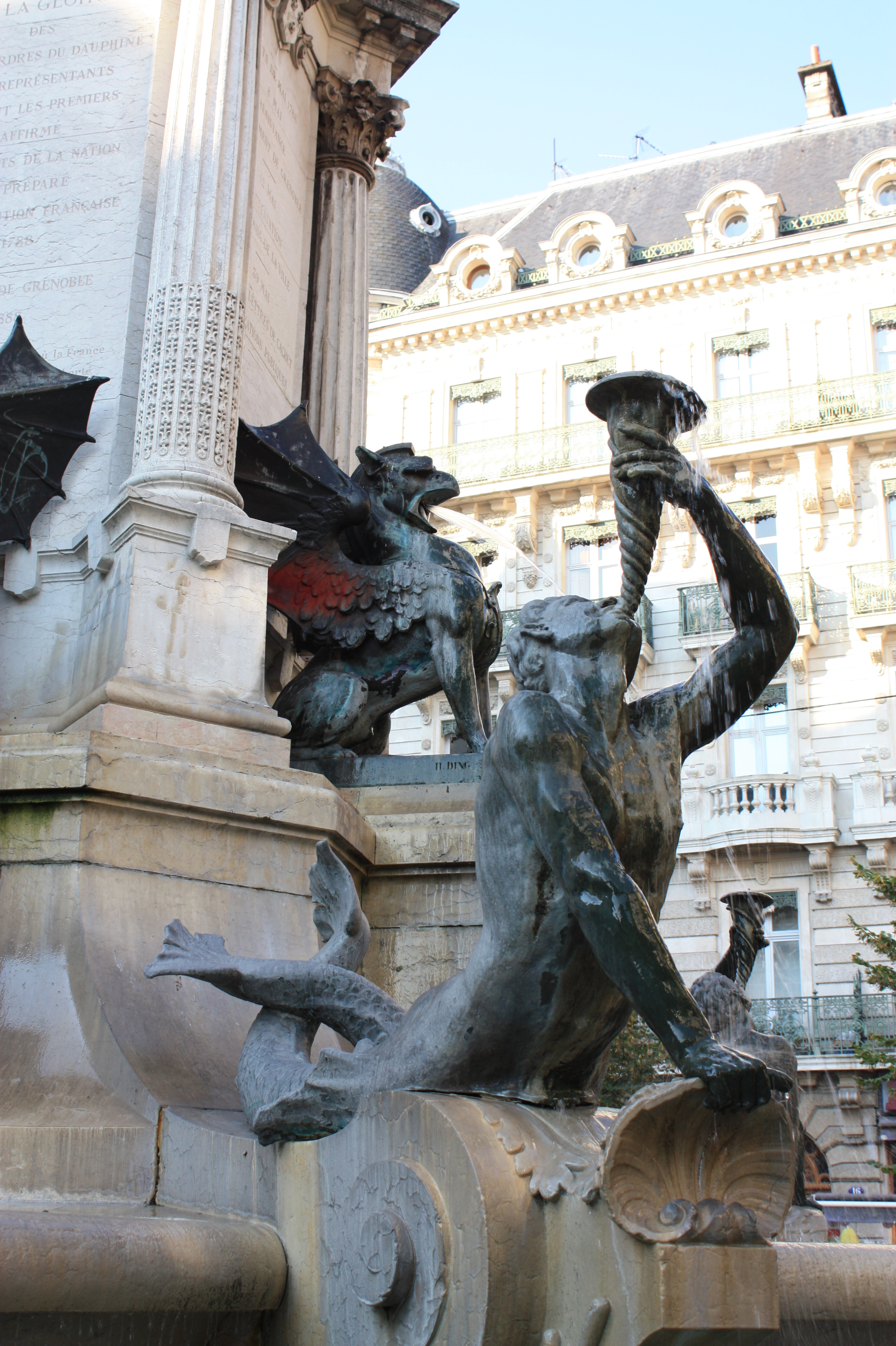
Griffon et triton.

## Historique

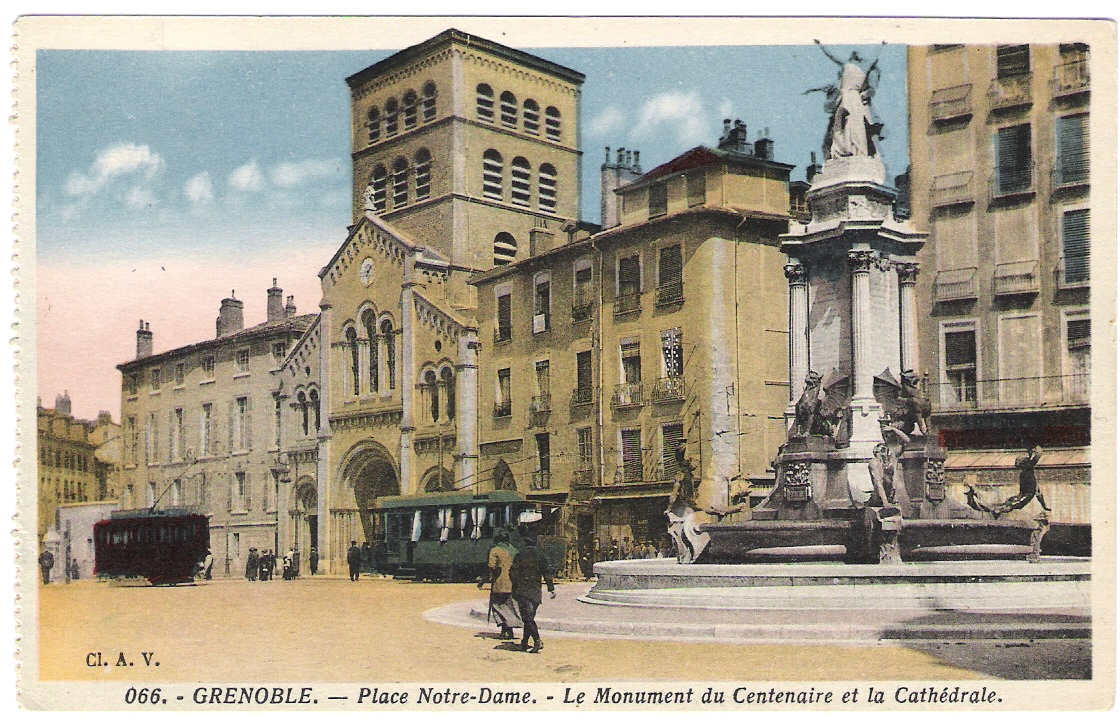
La fontaine des trois ordres en 1900, avec ses bronzes d'origine.

- Lors de l’inauguration, en août 1897, des milliers de personnes viennent acclamer le président de la République Félix Faure dans une réception à l’hôtel de ville, mais le sculpteur Henri Ding n’est même pas présenté au président[2].
- Le 23 décembre 1899, le monument voit la mise en service de la ligne de tramway Grenoble - Chapareillan à ses pieds.
- Le 14 juillet 1935, un rassemblement populaire à ses pieds fait le serment de lutter contre le fascisme[réf. nécessaire].
- En 1940, Le Tiers-État perd le majeur de sa main gauche[réf. nécessaire].
- En 1942, sous l’occupation allemande, les bronzes du monument sont envoyés à la fonte malgré les protestations du maire Paul Cocat[3].
- Le 12 octobre 1957, le maire Léon Martin inaugure la restauration des bronzes[3].
- Dans les années 1990, ravalé et redoré, le monument reçoit un habillage de lumière[réf. nécessaire].

Selon Françoise Goyet, les Grenoblois facécieux ne manquent pas d'interpréter les trois personnages en les faisant parler :
« Pleut-il ? » interroge le Tiers État en levant la main gauche, paume vers le sol.

« Plût au ciel qu'il eût plu » déplore le Clergé en levant la main gauche, paume vers le ciel.

« Il pleuvra ! » affirme péremptoirement la Noblesse en levant la main droite comme pour prêter serment.